# جاسون وينر
جاسون وينر (بالإنجليزية: Jason Winer)‏ هو كاتب سيناريو ومخرج وممثل أمريكي، ولد في 7 ديسمبر 1972 ببالتيمور في الولايات المتحدة. من الجوائز التي نالها جائزة نقابة المخرجين الأمريكيين.

## أعمال

### أفلام
- (2006) أنت وأنا ودوبري[4]

### مسلسلات
- الفتاة الجديدة

## جوائز
- جائزة نقابة المخرجين الأمريكيين

## وصلات خارجية
- جاسون وينر على موقع IMDb (الإنجليزية)
- جاسون وينر على موقع ألو سيني (الفرنسية)
- جاسون وينر على موقع أول موفي (الإنجليزية)
- جاسون وينر على موقع بوكس أوفيس موجو (الإنجليزية)
- جاسون وينر على موقع قاعدة بيانات الأفلام السويدية (السويدية)
- جاسون وينر على موقع قاعدة بيانات الفيلم (الإنجليزية)
- جاسون وينر على موقع كينوبويسك (الروسية)